# أحمد بن حسن فتيحي
أحمد حسن فتيحي (1942 -) هو رجل أعمال سعودي.

## حياته ونشاته
من مدينة جدة مواليد1942 ومن ابرز أعضاء شرف نادي الاتحاد السعودي ويرجع اسم فتيحي في عالم الفضة إلى الجد الأكبر في مكة المكرمة في العام 1887 فقد كان يصوغ الفضيات على ماكانت عليه في تلك الفترة، اما في عالم الذهب والمجوهرات فقد ابتدأ والده في العام 1907 إلى افتتاح أول محل يحمل اسم فتيحي في سوق الصاغة الشهير في قلب مدينة جدة.
اكتسب أحمد فتيحي خبرة في مجال الذهب منذ السادسة من عمره حيث كان يقف مع ابيه في المحل، وعندما بلغ الثانية عشرة اضطر إلى ترك الدراسة ليقوم على امور المحل بسبب مرض والده واستمر يدرس بطريقة المنازل إلى ان حصل على شهادة الثانوية العامة، وفي عام 1962 سافر لأول مره إلى إيطاليا ليحضر معه 1 كيلو ذهب إيطالي مشغول ليصبح أول جواهرجي يستورد الذهب الإيطالي إلى السعودية، وفي العام 1965 أسس أول شركة سعودية ذات مسؤوليه محدودة مع والده، وفي عام 1970 استقل أحمد فتيحي بعمله ليفتتح أول محل خاص بمفرده تحت اسم أحمد حسن فتيحي.

## مسيرته

### مركز فتيحي
في عام 1984 وبعد تفكير افتتحت شركة أحمد حسن فتيحي أول مركز متكامل بأدوار متعدده يدار بواسطه شخص واحد في مدينة جدة على طريق المدينة وقد بني على طراز عالمي تحت اشراف شركة اوربية مشهورة على غرار مبني هاوردز في لندن ويعتبر مبني في قمه الفخامة باحتوائه على جميع متطلبات الرفاهية من ذهب ومجوهرات وساعات واكسسوارات وعطور وملابس رجالية واقمشة وملابس نسائية ذلك غير مصنع المجوهرات المتخصص الذي يتكفل بعمل أي تصميم يراه العميل في مخيلته إلى واقع يرضيه
تعتبر شركة فتيحي من أوائل الشركات السعودية التي وضعت إعلانات على الفضائية المصرية وأول شركة سعودية تعلن في التلفاز السعودي.
في عام 1990 قامت الشركة بافتتاح مركز فتيحي للجملة وقد روعي في تصميمه أحدث أنظمة التخزين
عام 1992 أصبحت الشركة ذات مسؤولية محدودة تحمل اسم شركة أحمد حسن فتيحي المحدودة برأس مال 200 مليون ريال مدفوع بالكامل
عام 1993 قامت الشركة ببناء مركز فتيحي الرياض وعلى نفس تصميم مركز جدة ولكن بشكل مصغر
عام 1995 اشترت شركة أحمد حسن فتيحي شركة Marina Bvlgari السويسرية بكامل أصولها وفروعها المنتشرة في أوروبا وآسيا وأمريكا (وتعتبر مارينا حفيدة بولغري الاسم اللامع في عالم المجوهرات الفريدة), تدعى الشركة تجاريا Marina B نظرا لاحتكار اسم بولغاري في السوق العالمي.
عام 1998 تحولت شركة فتيحي إلى شركة مساهمه كأول شركة سعودية تنتقل من نظام الشركات العائلية إلى نظام الشركات المساهمة
اما في العام 2003 فقد تمت الموافقة من الجهات المختصة على زيادة رأس المال للشركة لتصبح 385,000,000 ريال سعودي وافتتحت الشركة أول معرض للمجوهرات يدار بالكامل بواسطه سيدات وبنات سعوديات في مدينة جدة بشارع التحلية.
عام 2007 تم افتتاح فرعين جديدين الأول بمدينة الرياض في العليا والثاني في مدينة جدة على طريق الملك حيث روعى الاهتمام بالذوق الرفيع لعشاق المجوهرات.
وفي عام 2008 تم افتتاح فرع جديد في مدينة جدة في المركز التجاري الكبير الرد سي مول الواقع في طريق الملك عبد العزيز.
حاليا تمت الموافقة من هيئه سوق المال على زيادة رأس المال إلى 500,000,000 ريال سعودي

### المركز الطبي الدولي
في العام 2006 تم افتتاح المركز الطبي الدولي تحت رعايه خادم الحرمين الشريفين الملك عبد الله بن عبد العزيز الذي اثنى على المركز ومايحتويه من أجهزة ومعدات طبية تضاهى أكبر المستشفيات والعيادات في العالم ويدار المركز بواسطه الدكتور وليد احمد فتيحي وبالتعاون مع أحد أشهر العيادات في العالم وقد تم تصميمه على الطراز الإسلامي الرائع تحت اشراف المهندس السعودي سامي عنقاوي أحد أشهر المهندسين الذين يطالبون بحفظ التراث المعماري التاريخي والإسلامي من الاندثار
في منتصف عام 2008 تم الاستحواذ على فروع شركة فتيحي جونيور للمجوهرات (شركة السلع الكمالية الثمينة) والتي يديرها ابنه المهندس محمد احمد فتيحي.
وهذه الشركة يوجد لها العديد من الفروع في جميع أنحاء المملكة (9 فروع بمدينة جدة والرياض والمدينة المنورة والخبر) وتحمل 3 من تلك الفروع بجدة والرياض اسم فتيحي جونيور وباقي الفروع تحمل اسم بيبي فتيحي. كأول محل متخصص لبيع منتجات ذهبية ومجوهرات تناسب للأطفال.
كما أن الشركة تستحوذ على العلامة التجارية الإيطالية تاتو تاتي و المتخصصة في بيع الإكسسوارات التقليدية

## جوائز

### موسوعة جينيس للارقام القياسية
- سجل اسم أحمد حسن فتيحي في موسوعة جينيس للأرقام القياسية تحت صاحب أكبر الماسة في العالم[6]

كما عرف عن الجواهرجي أحمد فتيحي تواجده الدائم في دور المزادات العالمية امثال سوثبي سوذبيز وكريستي كريستيز وتملكه لعدد من المجوهرات والحجارة النادرة كمقتنيات شخصية.
- تم تقليده بارفع وسام شرفي إيطالي لما له من اثر في تقوية العلاقات الاقتصادية بين السعودية وإيطاليا.

## وصلات خارجية
- موقع مجموعة فتيحي القابضة
- موقع مستشفى المركز الطبي الدولي
- موقع شركة تاتو تاتي
- موقع شركة فتيحي جونيور
- موقع شركة بيبي فتيحي